# Keston Julien
Keston Julien (sinh 26 tháng 10 năm 1998) là một cầu thủ bóng đá Trinidad và Tobago thi đấu ở vị trí hậu vệ trái cho câu lạc bộ Slovakia AS Trenčín.

## Sự nghiệp

### AS Trenčín
Julien ra mắt chuyên nghiệp cho AS Trenčín trước ŠK Slovan Bratislava ngày 25 tháng 2 năm 2017.